# Lucio Siccio Dentato
Lucio Siccio Dentato (in latino Lucius Siccius (o Sicinus) Dentatus ; 514 a.C. – 450 a.C.) è stato un politico e militare romano, ritenuto il soldato più decorato della storia.

## Biografia
Legionario più decorato della storia dell'esercito romano , di origine plebea, si distinse presto per la sua notevole forza, tanto da essere soprannominato l'Achille romano, e per il coraggio in battaglia; infatti si raccontava che ricevette 45 ferite, tutte frontali.
Partecipò a 120 combattimenti, 36 volte tornò con le spoglie tolte al nemico - comprese quelle degli otto nemici con cui si era battuto in duello alla presenza di ambedue gli eserciti - 14 commilitoni salvati da sicura morte, 9 trionfi al seguito del proprio generale con le sue decorazioni, tante che "basterebbero ad un'intera legione, e figuriamoci ad un solo soldato": otto corone d'oro, quattordici di quercia, tre murali, una d'assedio, ottantatré collane, centosessanta bracciali, diciotto aste, venticinque borchie (Valerio Massimo, Detti e fatti memorabili, III, 2, 24).
Combatté come soldato sotto il console Tito Sicinio Sabino nella guerra contro i Volsci e successivamente conto gli Equi e i Sanniti. Distintosi in battaglia venne promosso prima centurione poi primipilus. Per i suoi meriti venne insignito della Corona ossidionale.
Fu eletto tribuno della plebe nel 454 a.C. .
Inviato nel 450 a.C. con la legione a combattere i Sabini che predavano le campagne romane, si distinse presto, oltre che per il suo valore in battaglia, per le arringhe che teneva tra i soldati, per il ripristino dei diritti della plebe, sospesi a seguito dell'elezione dei decemviri, il cui compito si poteva ritenere terminato, con l'emanazione delle Leggi delle XII tavole.
Secondo il racconto di Livio, venne ucciso a tradimento da sicari armati dai decemviri, con i quali era stato inviato in perlustrazione, non senza averne uccisi a sua volta un gran numero. I sopravvissuti raccontarono che erano stati attaccati dai nemici e che Siccio era morto valorosamente. 
Tuttavia, quando i suoi commilitoni si recarono sul luogo dove era avvenuto l'agguato, per seppellire i morti, scoprirono la verità, in quanto non c'erano tracce di nemici, né della loro ritirata e il corpo di Siccio si trovava, ancora armato, circondato da cadaveri dei soldati romani, cui era stato ordinato di assassinarlo. 
A questa notizia i soldati furono indignati e cominciarono ad agitarsi, volendo addirittura portare il corpo di Siccio a Roma. Per placare gli animi i decemviri fecero celebrare un funerale di stato con grandi onori, ma certamente questo episodio aumentò lo scontento verso i decemviri e ne accelerò la loro caduta che sarebbe avvenuta da lì a poco.
Poco prima della morte fondò Sicignano degli Alburni.